# Ersa (Mond)
Ersa (auch Jupiter LXXI) ist einer der kleineren Monde des Planeten Jupiter.

## Entdeckung
Ersa wurde im Jahr 2018 von den Astronomen Scott S. Sheppard und Chad Trujillo auf Aufnahmen, die bis zum 25. März 2017 zurückreichen, entdeckt. Sie erhielt vorläufig die Bezeichnung S/2018 J 1 und wurde am 23. August 2019 von der Internationalen Astronomische Union nach Ersa benannt, der Göttin des Taues in der griechischen Mythologie.

## Bahndaten
Ersa umkreist Jupiter mit einer großen Halbachse von ca. 11,5 Mio. Kilometern in ca. 252 Tagen. Die Bahn weist eine Exzentrizität von 0,09 auf. Die Bahnneigung beträgt 30,6°.

## Physikalische Daten
Aufgrund der Helligkeit des Objektes kann man den Durchmesser auf ungefähr 3 km schätzen.